# Univers cinématographique Bumilangit
 Pour plus de détails, voir Fiche technique et Distribution
L'univers cinématographique Bumilangit, aussi appelé en indonésien Jagat Sinema Bumilangit et en anglais Bumilangit Cinematic Universe, est une franchise et une série de bandes dessinées et de films de super-héros indonésiens produits par les Studios Bumilangit.
Les films de Bumilangit sont très populaires en Indonésie, car ils sont basés sur des personnages célèbres dans le pays et qui apparaissent dans les bandes dessinées publiées par des auteurs indonésiens depuis les années 1960.

## Historique
Fondé en 2003 par l'entrepreneur Bismarka Kurniawan, Bumilangit a été le premier jalon d'un effort visant à faire revivre la bande dessinée indonésienne à thème héroïque. À savoir qu'une culture de la bande dessinée héroïque existait de longue date dans les années 1950, notamment autour de la scène créative jakartaise.
Le développement de Bumilangit fait suite au succès de la franchise Univers cinématographique Marvel de Marvel Studios, filiale de Disney.
Aujourd'hui, basé sur des personnages développés durant ces soixante dernières années, l'Univers Bumilangit est la principale société cinématographique de divertissement d'Indonésie. Cette dernière gère plus de 1 100 personnages de bandes dessinées adaptés année après année au cinéma.
Lors d'un événement Disney+ en 2020, le président de Marvel Studios Kevin Feige s'entretint avec le producteur exécutif de Bumilangit Cinematic Universe (BCU) Joko Anwar et exprima son soutien à la franchise indonésienne tout en affirmant que le projet est « entre de bonnes mains ».

### Narration
Tout comme leurs contreparties américaines, les héros et héroïnes de Bumilangit évoluent dans une chronologie bien définie en 4 « ères », à savoir: « l'ère des légendes », « l'ère des champions », « l'ère des patriotes » et « l'ère de la révolution ».
- l'ère des légendes débute lors de l'éruption du mont Toba (que l'on pourrait par ailleurs associer au Mont Kerici dans l'imaginaire collectif indonésien) 75 000 ans avant notre ère. Plus tard, cette genèse prend tournure pendant la dernière période glaciaire, à l'avènement de la civilisation imaginaire « Sundalandia » – un équivalent du mythe européen d'Atlantis en Asie.

- l'ère des champions: l'ère des guerriers du « royaume de l'archipel ». Deux personnages marquants de cette ère sont Si Buta Dari Gua Hantu et Mandala. L'ère des champions est l'ère pendant laquelle ce groupe non-permanent de guerriers partage l'objectif de combattre la tyrannie; il est composé de Si Buta Dari Gua Hantu, Mandala, Selendang Biru, Bidadari Mata Elang et Selendang Mayang.

- l'ère des Patriotes est l'ère des héros du temps présent, comme Gundala, Sri Asih, Godam, Sembrani et Tira.

Le volume 1 de la série a commencé avec Gundala (2019) et se terminera avec la sortie du film Patriot.
Joko Anwar est annoncé comme producteur exécutif supervisant le développement de tous les films du volume 1 de cette série. Il a écrit et réalisé Gundala et coécrit Sri Asih.

## Personnages
La franchise tenue par Bumilangit Studios détient les droits d'exploitation de nombreux personnages de fiction et super-héros très populaires en Asie et particulièrement en Indonésie: 
| Image | Nom                    | Nom réel          | Pouvoirs |
| ----- | ---------------------- | ----------------- | --- |
|       | Aquanus                | Dhanus / Mardanus | Peut nager plus vite que n'importe quelle forme de vie aquatique et possède une ceinture capable de projeter des rayons arc-en-ciel ultra-puissants. |
|       | Godam                  | Awang             | Force surhumaine et impénétrable par n'importe quelle arme (peut perdre ce pouvoir s'il viole ses vœux) ; peut voler à une vitesse supersonique. |
|       | Gundala                | Sancaka           | Faire jaillir des éclairs de sa paume à des intensités variables ; frapper en utilisant un coup de poing éclair et se déplace aussi vite qu'un vent de typhon.                                                                                           |
|       | Herbintang             | Marno             | Crache du feu ; possède une vitesse et une agilité de type ninjutsu ainsi qu'une force surhumaine. |
|       | Mandala                | Mandala           | Maîtrise de la compétence de puissance intérieure « Gelombang Batu Karang » (« vague de rocher ») qui peut écraser la roche. Hautement qualifié dans les arts martiaux et le combat à l'épée.                                                            |
|       | Maza                   | Kanigara          | Possède une force brute et une agilité surhumaine, d'où son surnom de « Conquérant ». Invincible lorsqu'il combat avec son fidèle et puissant géant, Jin Kartubi.                                                                                        |
|       | Nusantara              | Nelson            | |
|       | Sembrani               | Tangguh           | Voler, créer des champs magnétiques, contrôler les objets métalliques et neutraliser les toxines. |
|       | Si Buta Dari Gua Hantu | Barda Mandrawata  | Aveugle. Maîtrise les arts martiaux à l'épée et au bâton. Possède la compétence de différenciation du son, ainsi que la capacité de reconnaître tout objet et son mouvement par le biais de la friction de l'air.                                        |
|       | Sri Asih               | Nani Wijaya       | Possède une force surhumaine identique à celle de 250 hommes, une aptitude au combat rapproché et une capacité à voler. Son pouvoir ultime, mais rarement utilisé, est la capacité d'augmenter en taille pour devenir un géant capable de se multiplier. |
|       | Tira                   | Susie             | Experte en arts martiaux multiples et en utilisation de gadgets de combat high-tech ; elle possède la capacité d'invoquer les esprits des neuf dragons mystiques.                                                                                        |
|       | Tora (Tombak Raja)     | Tora              | Il détient les enseignements d'Astawaja issus de ceux de son père adoptif et les « Feuilles Déchues » de l'héritage de sa mère. Elle maîtrise la lance du Roi qui peut raccourcir, rallonger et détruire tout ce qu'elle touche.                         |
|       | Virgo                  | Rini              | Générer des flammes à partir de ses doigts. |

## Films

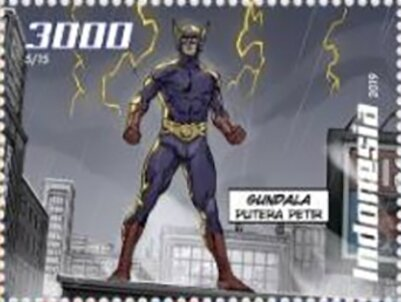
Gundala sur un timbre indonésien (2019)

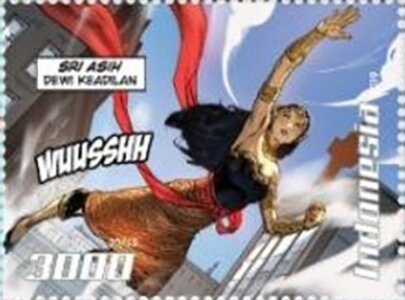
Timbre indonésien (2019) représentant Sri Asih

Le lancement de Bumilangit Cinematic Universe Volume 1 (18/08/2019) est le point de départ d'une série de films liés entre eux par l'univers Bumilangit. Au cours des années 2020, sept films aux histoires interconnectées seront préparés. L'Univers cinématographique Bumilangit s'ouvre sur le premier « patriote », Gundala, dont le film fut diffusé dans les cinémas indonésiens à partir d'août 2019.
Des acteurs et actrices indonésiens de premier plan furent choisis pour représenter les personnages clés de l'univers cinématographique Bumilangit. Abimana Aryasatya incarne Gundala, Joe Taslim (en) est Mandala, Chicco Jerikho est Godam, Pevita Pearce est Sri Asih, Chelsea Islan est Tira, Tara Basro est Merpati, Asmara Abigail est Desti Nikita, Hannah Al Rashid est Camar, Kelly Tandiono est Eagle-eyed Angel, Vanesha Prescilla est Cempaka, Della Dartyan : Nila Umaya, Ario Bayu : Ghani Zulham, Bront Palarae : Pengkor, Lukman Sardi est Ridwan Bahri, Daniel Adnan : Tanto Ginanjar, Tatjana Saphira : Mustika la collectionneuse, Zara JKT48 : Vierge, Dian Sastrowardoyo : Déesse du feu, et Nicholas Saputra : Aquanus.
Deuxième volet : Sri Asih (en français : Alana, déesse de la justice), 2022, avec en tête d'affiche Pevita Pearce, Ario Bayu et Christine Hakim. Sortie européenne en 2023 (septembre pour la France).

## Commercialisation
La production planifiée de plusieurs films en volumes – avec des films de super-héros « individuels » sortis avant un « film en équipe » – ressemble à la stratégie commerciale employée par les Studios Marvel.
Une étude de Ramadhan et al. (2020) avance que le succès commercial des personnages de Bumilangit pourrait être dû en partie à un fort sentiment d'ethnocentrisme de la part d'une partie significative des consommateurs indonésiens. Néanmoins, cette étude souligne également un marché national toujours plus favorable envers les franchises américaines (de type Marvel Studios, Hollywood) que la franchise « endémique » Bumilangit.
Un jeu de cartes nommé « Edition collector Quartet Patriote 45e anniversaire » (« Patriot Quartet Card Indonesia 45th Anniversary Collector's Edition ») fut créé afin d'animer le mois d'août 2015, mois de l'indépendance, tout en célébrant le 75e anniversaire de l'indépendance de l'Indonésie. Le jeu est constitué de 32 cartes, avec 8 groupes de cartes, chacun composé de 4 cartes individuelles. Le travail du joueur consiste à rassembler autant de groupes de cartes (« quartets ») que possible parmi les 8 groupes de cartes. Le joueur qui rassemble le plus de quatuors ou qui obtient le plus grand score est gagnant.
Ce jeu possède deux types de cartes spéciales, collector. La première est la carte Premium, qui est une série de quatre cartes de « Bumilangit's Patriot », et la seconde est la carte Platinum, une carte de collection en édition spéciale avec l'image du héros Gundala recouverte d'une feuille d'or, signée par le créateur Iwan Nazif.
Des produits dérivés sont commercialisés autour des personnages de Gundala et Godam.

### Bumilangit Academy
Depuis la fin des années 2010, une Académie Bumilangit est mise en place par les Studios Bumilangit, afin de faire émerger de futurs talents dans la création, l'édition et la réalisation dans le style de Bumilangit. Des élèves sont ainsi sélectionnés chaque année et ont l'occasion de se perfectionner auprès des professionnels de la marque, moyennant un paiement pour ce programme.

### Pages liées
- Studio Ghibli
- Les Armateurs
- Mélusine Productions
- Marvel Comics
- Super-héros
- Super-vilain